# 洪仁发
洪仁發（？—1864年），一作洪仁法，廣東省廣州府花縣官祿村（今屬廣州市花都區）人，是太平天國的領導人之一。他是洪秀全的長兄。
1851年金田起義後，洪仁發被封為國宗。天京事變後，石達開掌握朝政。為了牽制石達開，洪秀全於1857年封洪仁發為「安王」、洪仁達為「福王」，共同執掌朝政。石達開遭到猜忌，被迫逃離天京。而洪仁發、洪仁達二人都缺乏才能，遭到群臣的反對。洪秀全被迫取消二人的王爵。洪仁發被降封為「天安」，自此開創安爵。
洪仁發後來重新被封為「信王」，全稱殿前京內又正總鑒頂天扶朝綱信王顯千歲。1864年洪秀全去世後，他與勇王洪仁達、幼西王蕭有和以及安徽歙縣人沈桂擁戴洪天貴福繼位，四人共同執掌朝政。天京被清軍攻陷時於西門投水自殺。

## 家族
- 父：洪鏡揚
- 母：王氏
- 兄弟：
  - 勇王洪仁達
  - 天王洪秀全

- 子：
  - 巨王洪和元（殿前京内又副总鉴顶天扶朝纲巨王显千岁）
  - 崇王洪利元（殿前京外正总鉴顶天扶朝纲崇王显千岁）
  - 元王洪科元（殿前京外又正总鉴顶天扶朝纲元王显千岁）
  - 长王洪瑞元（殿前京外副总鉴顶天扶朝纲长王显千岁）
  - 见王洪现元（殿前京外又副总鉴顶天扶朝纲见王显千岁）
  - 唐王洪瑭元（殿前正总铸宝顶天扶朝纲唐王显千岁）
  - 同王洪同元（殿前又正总铸宝顶天扶朝纲同王显千岁）
  - 次王洪锦元（殿前副总铸宝顶天扶朝纲次王显千岁）